# 612 Veronika
Veronika (asteróide 612) é um asteróide da cintura principal com um diâmetro de 37,74 quilómetros, a 2,3408294 UA. Possui uma excentricidade de 0,2582346 e um período orbital de 2 047,63 dias (5,61 anos).
Veronika tem uma velocidade orbital média de 16,76645157 km/s e uma inclinação de 20,82975º.
Esse asteróide foi descoberto em 8 de Outubro de 1906 por August Kopff.